# Національний театр (Судан)
Національний театр Судану — національний театр у місті Омдурман поблизу столиці Судану, міста Хартум.
Був заснований після здобуття незалежності в 1956 році.
Був відкритий для відвідування у 1959 році.
Від 1967 року організовує культурні заходи своїми силами.
У теперішній час[коли?] у рамках театру існує 12 творчих груп (музичних, танцювальних, фольклорних), які працюють, використовуючи театральний реквізит, однак заклад функціонує у важких фінансових умовах.